# Sarah Lancaster
Sarah Lancaster (n. Overland Park, Kansas; 12 de febrero de 1980) es una actriz estadounidense. Es más conocida por su papel de Rachel en Saved by the Bell: The New Class y como Madison Kellner en Everwood. También tuvo un papel como invitada recurrente en la serie de la cadena NBC Scrubs, interpretando a Lisa, la chica de la tienda de regalos e interés amoroso de J.D. Además, representó a Marjorie en la serie de TV de ABC What About Brian. En 2005 protagonizó la película para TV Viviendo con el enemigo, actuando junto a Mark Humphrey.
Desde 2007 y hasta 2012 coprotagonizó la serie de comedia y espionaje de NBC Chuck, como Ellie Bartowski, hermana del personaje principal, apareciendo en todas las temporadas.

## Biografía
Lancaster nació y creció en Overland Park, Kansas, con un hermano menor, Daniel. Sus padres, Barbara y Michael, eran una ama de casa y un agente de bienes raíces, respectivamente. Durante su niñez su familia se mudó a Misión Viejo, California, donde tomó clases de actuación con R. J. Adams en The Actors Workshop.
Su habilidad impresionó a un agente de talentos, quien ayudó a la entonces estudiante de octavo grado a asegurar su primer papel en una serie regular, Saved by the Bell: The New Class, en 1993. Durante este tiempo, recibió clases en el set y tomó cursos universitarios en la Universidad de California en Irvine para acelerar su graduación de la escuela secundaria, después de lo cual se mudó a Los Ángeles para seguir su carrera como actriz.
Lancaster ha aparecido en series como Sabrina the Teenage Witch, Dawson's Creek, That '70s Show, Scrubs y CSI: Crime Scene Investigation. También consiguió dos papeles recurrentes: en la serie de The WB Everwood, como Madison Kellner, el interés amoroso de Ephram; y en la serie de David E. Kelley de FOX Boston Public.
Lancaster también ha trabajado como una novia celosa convertida en asesina en serie en la película Lovers Lane, y como la repartidora de blackjack Verónica Harold en la serie de corta duración de la CBS Dr. Vegas.
Uno de sus papeles más conocidos fue el de Ellie Bartowski, la hermana del protagonista, Chuck Bartowski, en la serie de la NBC Chuck, apareciendo en todas las cinco temporadas entre 2007 y 2012.

## Vida personal
Lancaster está casada con el abogado Matthew Jacobs. Juntos tienen un hijo, Oliver Michael, nacido el 29 de junio de 2011.

## Filmografía

### Cine
| Año  | Título                             | Papel                 | Notas                    |
| ---- | ---------------------------------- | --------------------- | ------------------------ |
| 1999 | Lovers Lane                        | Chloe Grefe           |                          |
| 1999 | Sorority                           | Skylar Sinclair       | Película para televisión |
| 1999 | Michael Landon, the Father I Knew  | Leslie Landon         | Película para televisión |
| 2000 | Rocket's Red Glare                 | Carol                 | Película para televisión |
| 2000 | Teacher's Pet                      | Tracy Carley          |                          |
| 2000 | Cruel Intentions 2                 | Millicent Davies      | Escenas omitidas         |
| 2002 | Atrápame si puedes                 | Riverbend Woman       |                          |
| 2005 | Living with the Enemy              | Allison Conner Lauder | Película para televisión |
| 2008 | Smother                            | Holly                 |                          |
| 2014 | El Juez                            | Lisa Palmer           |                          |
| 2014 | Love Finds You in Sugarcreek, Ohio | Rachel Troyler        | Película para televisión |
| 2018 | Christmas on Holly Lane            | Sarah                 |                          |

### Televisión
| Año       | Título                           | Papel           | Notas                                                                             |
| --------- | -------------------------------- | --------------- | --------------------------------------------------------------------------------- |
| 1993      | Saved by the Bell: The New Class | Rachel Meyers   | (1993–1996)                                                                       |
| 1997      | Unhappily Ever After             | Alice           | 3.17 "B-Minus Blues"                                                              |
| 1997      | Sabrina, the Teenage Witch       | Jean            | 2.04 "Dante's Inferno"                                                            |
| 1997      | Night Man                        | Gloria          | 1.05 "In the Still of the Night"                                                  |
| 1998      | Pacific Blue                     | Julianne Taylor | 3.22 "Best Laid Plans"                                                            |
| 1998      | Conrad Bloom                     | Pretty Girl     | 1.07 "The Spazz Singer"                                                           |
| 1999      | Rescue 77                        |                 | 1.03 "A Bumpy Ride"                                                               |
| 1999      | Undressed                        | Liz             | Episodios 1.06; 1.15; 1.16                                                        |
| 2000      | Zoe, Duncan, Jack & Jane         | Eileen          | 2.02 "The Customer Is Always Vic"                                                 |
| 2000      | Dawson's Creek                   | Shelley         | 3.19 "Stolen Kisses"                                                              |
| 2001      | Dharma & Greg                    | Wendy           | 5.09 "Wish We Weren't Here"                                                       |
| 2002      | Boston Public                    | Chrissy Fields  | 2.12 "Chapter Thirty-Five"; 2.20 "Chapter Forty-Two"                              |
| 2002      | Off Centre                       | Kendall         | 2.01 "Love Is a Pain in the A**"                                                  |
| 2002      | That '70s Show                   | Melanie         | 5.06 "Over the Hills and Far Away"                                                |
| 2002      | Half & Half                      | Merce           | 1.09 "The Big in with the Crowd Episode"; 1.11 "The Big Upsetting Set-Up Episode" |
| 2002      | Scrubs                           | Lisa            | 2.10 "My Monster"                                                                 |
| 2003      | Everwood                         | Madison Kellner | 18 episodes (2003–2004)                                                           |
| 2003      | 7th Heaven                       | Verónica        | 7.16 "Stand Up"                                                                   |
| 2003      | Six Feet Under                   | Hermana Alterna | 3.01 "Perfect Circles"                                                            |
| 2003      | CSI: Crime Scene Investigation   | Sra. Mercer     | 3.18 "Precious Metal"                                                             |
| 2003      | Scrubs                           | Lisa            | 2.12 "My New Old Friend"                                                          |
| 2004      | Dr. Vegas                        | Verónica Harold | 10 episodes (2004–2006)                                                           |
| 2005      | Everwood                         | Madison Kellner | 3.17 "Fate Accomplis"                                                             |
| 2006      | Four Kings                       | Heather         | 1.02 "One Night Stand Off"                                                        |
| 2006      | Scrubs                           | Lisa            | 5.23 "My Urologist"                                                               |
| 2006      | What About Brian                 | Marjorie Seaver | 17 episodios (2006–2007)                                                          |
| 2007-2012 | Chuck                            | Ellie Bartowski | Papel principal; 91 episodios                                                     |
| 2009      | Hawthorne                        | Courtney        | 1.08 "No Guts, No Glory"                                                          |